# 命运之石

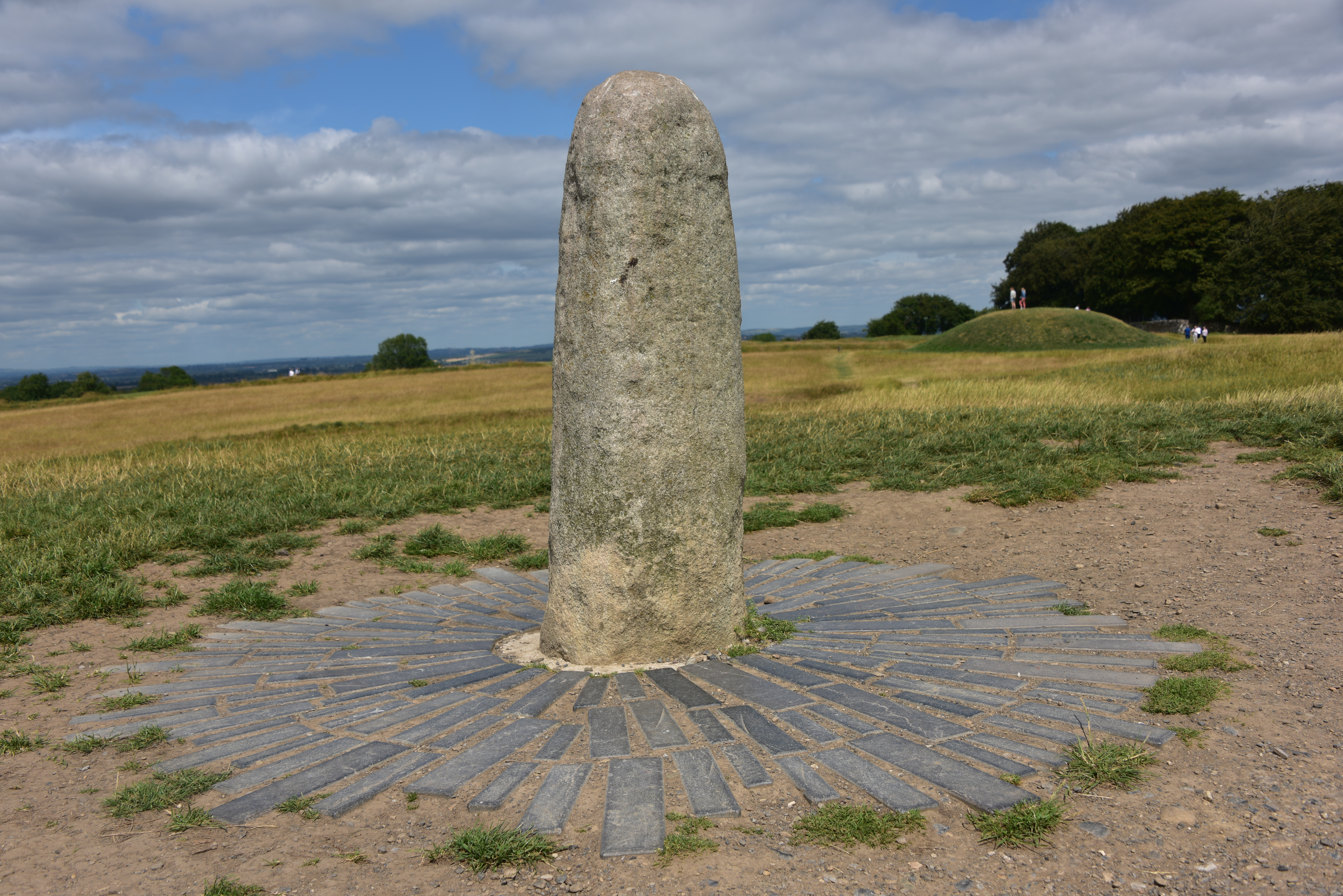
命运之石

命运之石（爱尔兰语：Lia Fáil）是一块位于爱尔兰米斯郡塔拉山“加冕冢”上的石头，曾作为塔拉国王乃至爱尔兰至高王的加冕石。这块石头也被称为“会说话的石头”。据传说，所有爱尔兰至高王都在这块石头上加冕，直至约500年的穆尔克塔赫·麦克·埃尔凯为止。